# Klepikovskij rajon
Il Klepikovskij rajon (in russo Клепиковский район?) è un rajon dell'Oblast' di Rjazan', nella Russia europea; il capoluogo è Spas-Klepiki. Istituito nel 1929, ricopre una superficie di 3.235 chilometri quadrati ed ospita una popolazione di circa 27.000 abitanti.